# Agapanthus
Genre
Classification APG III (2009)

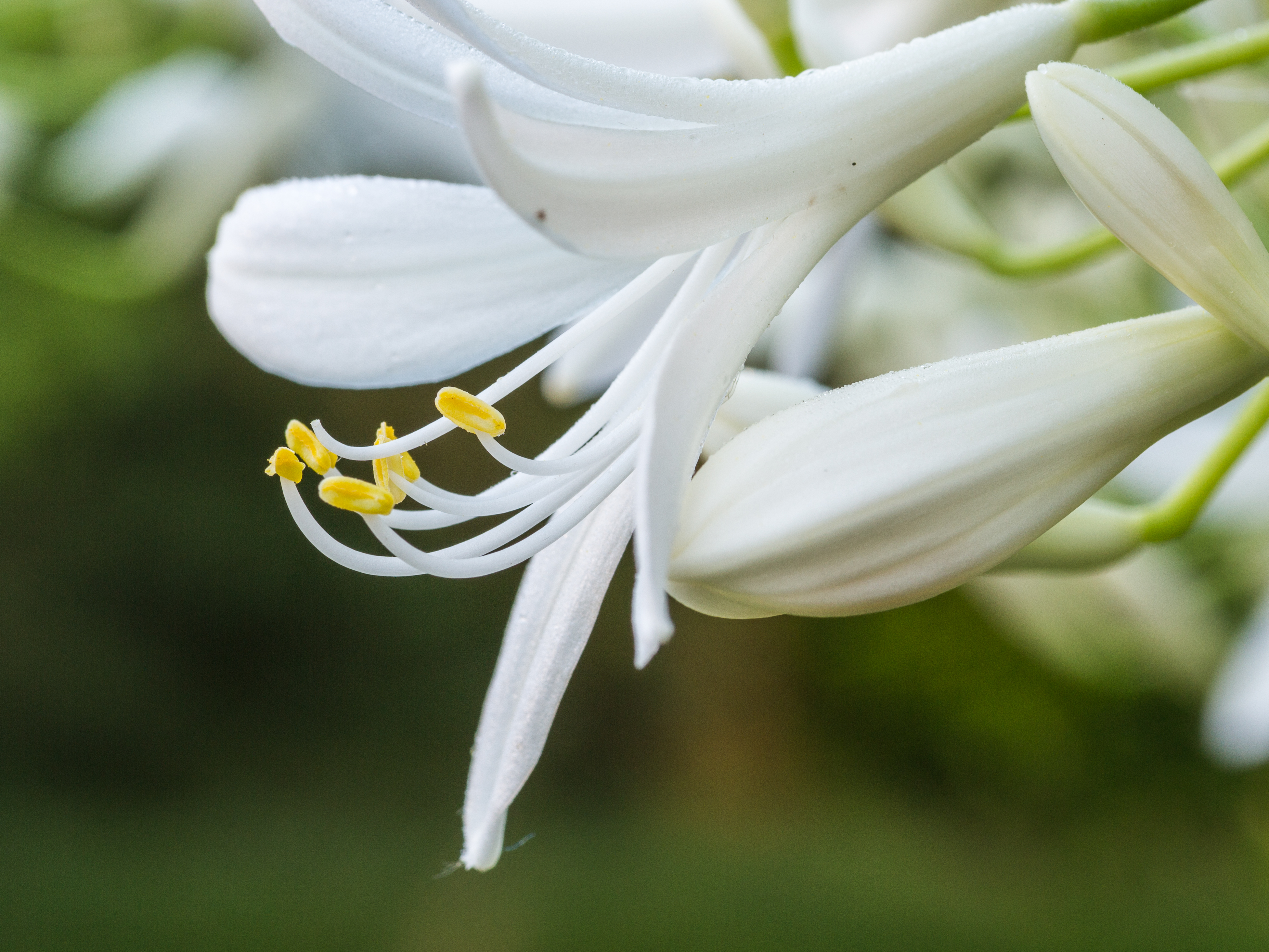
Pistil et étamine d'une agapanthe.

Agapanthus (les agapanthes) est l'unique genre de plantes à fleurs de la sous-famille des Agapanthoideae dans la famille des Amaryllidacée.

## Taxonomie
En classification classique de Cronquist (1981) ce genre est assigné à la famille des Liliaceae.
En classification phylogénétique APG (1998) ce genre est assigné à la famille des Agapanthaceae.
En classification phylogénétique APG II (2003) ce genre est assigné à la famille des Agapanthaceae ou des Alliaceae.
En classification phylogénétique APG III (2009) ce genre est assigné à la famille des Amaryllidaceae.

## Liste d'espèces
Zonneveld et Duncan (2003) ont classé Agapanthus sous six espèces du genre Agapanthus (A. africanus, A. campanulatus, A. caulescens, A. coddii, A. inapertus, A. praecox). Quatre espèces déterminées par Leighton (1965) (A. comptonii, A. dyeri, A. nutans, A. walshii) ont été reclassées en sous-espèces par Zonneveld & Duncan.
- Agapanthus africanus (syn. A. umbellatus)
- Agapanthus campanulatus (African bluebell, African Blue lily or Bell Agapanthus)
- Agapanthus caulescens
- Agapanthus coddii (Codd's Agapanthus or Blue Lily)
- Agapanthus comptonii
- Agapanthus dyeri
- Agapanthus inapertus (Drakensberg Agapanthus or Drooping Agapanthus)
- Agapanthus nutans
- Agapanthus orientalis
- Agapanthus praecox (Agapanthe commune, Lis du Nil, Tubéreuse bleue)
- Agapanthus walshii

Selon World Checklist of Selected Plant Families (WCSP) (3 juin 2010) :
- Agapanthus africanus (L.) Hoffmanns. (1824)
- Agapanthus campanulatus F.M.Leight. (1934)
- Agapanthus caulescens Spreng. (1901)
- Agapanthus coddii F.M.Leight., J. S. African Bot. (1965)
- Agapanthus inapertus Beauverd (1912)
- Agapanthus praecox Willd. (1809)
- Agapanthus walshii L.Bolus (1920)

Selon NCBI (22 juillet 2024) :
- Agapanthus africanus
- Agapanthus campanulatus
- Agapanthus caulescens
- Agapanthus coddii
- Agapanthus praecox

## Description
Ce sont des plantes herbacées, rhizomateuses, de tailles variables (0,75 m à 1 mètre de hauteur de tiges), aux inflorescences en ombelles, endémiques d'Afrique du Sud.
Les agapanthes partagent des caractéristiques avec les genres des Alliaceae et des Amaryllidaceae, mais n'ont pas l'odeur des alliacées. Elles ont également des ovaires supères, contrairement aux ovaires généralement infères des Amaryllidaceae.

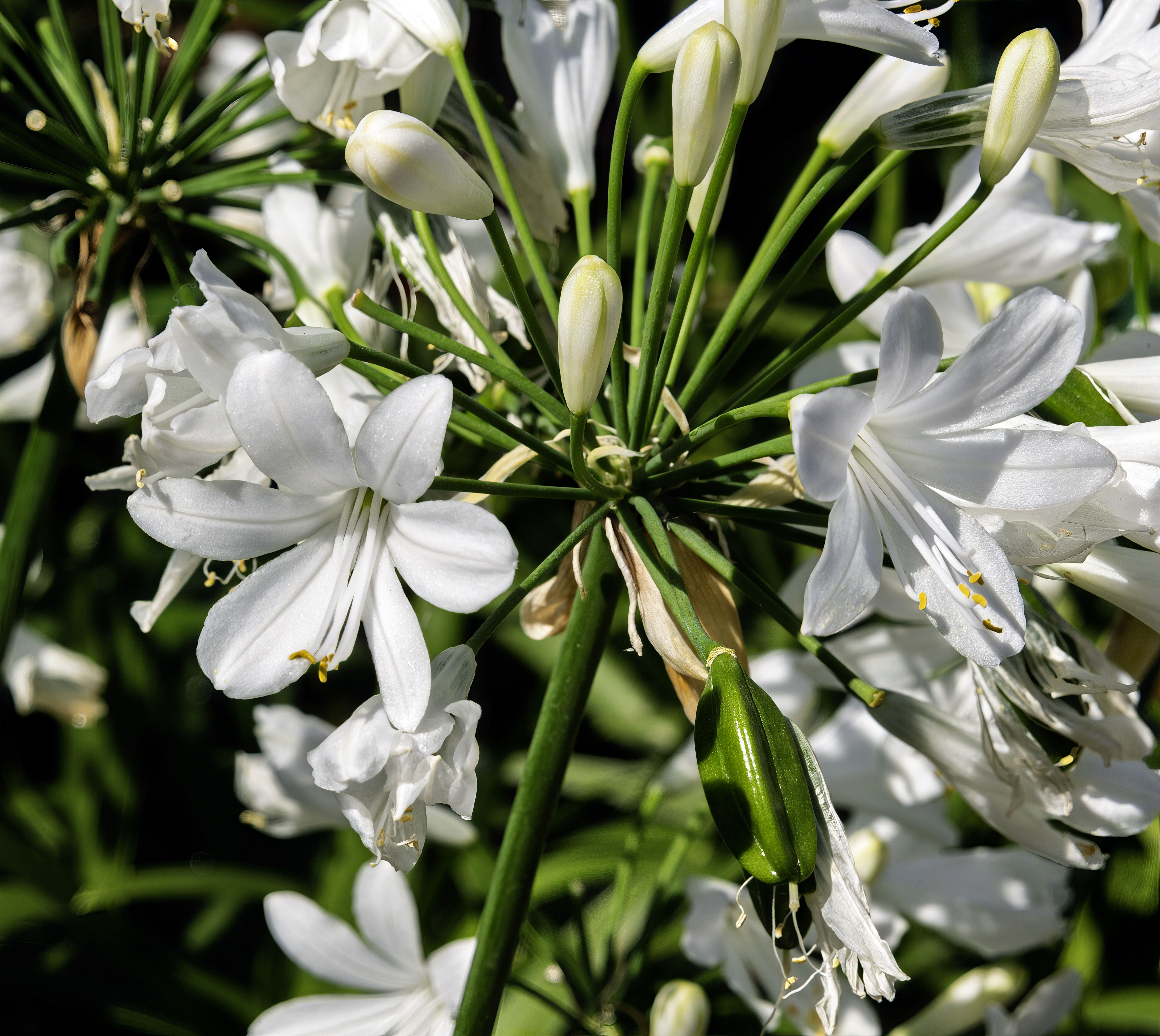
Agapanthus 'ever white'  inflorescence - Les Martels, Giroussens Tarn.
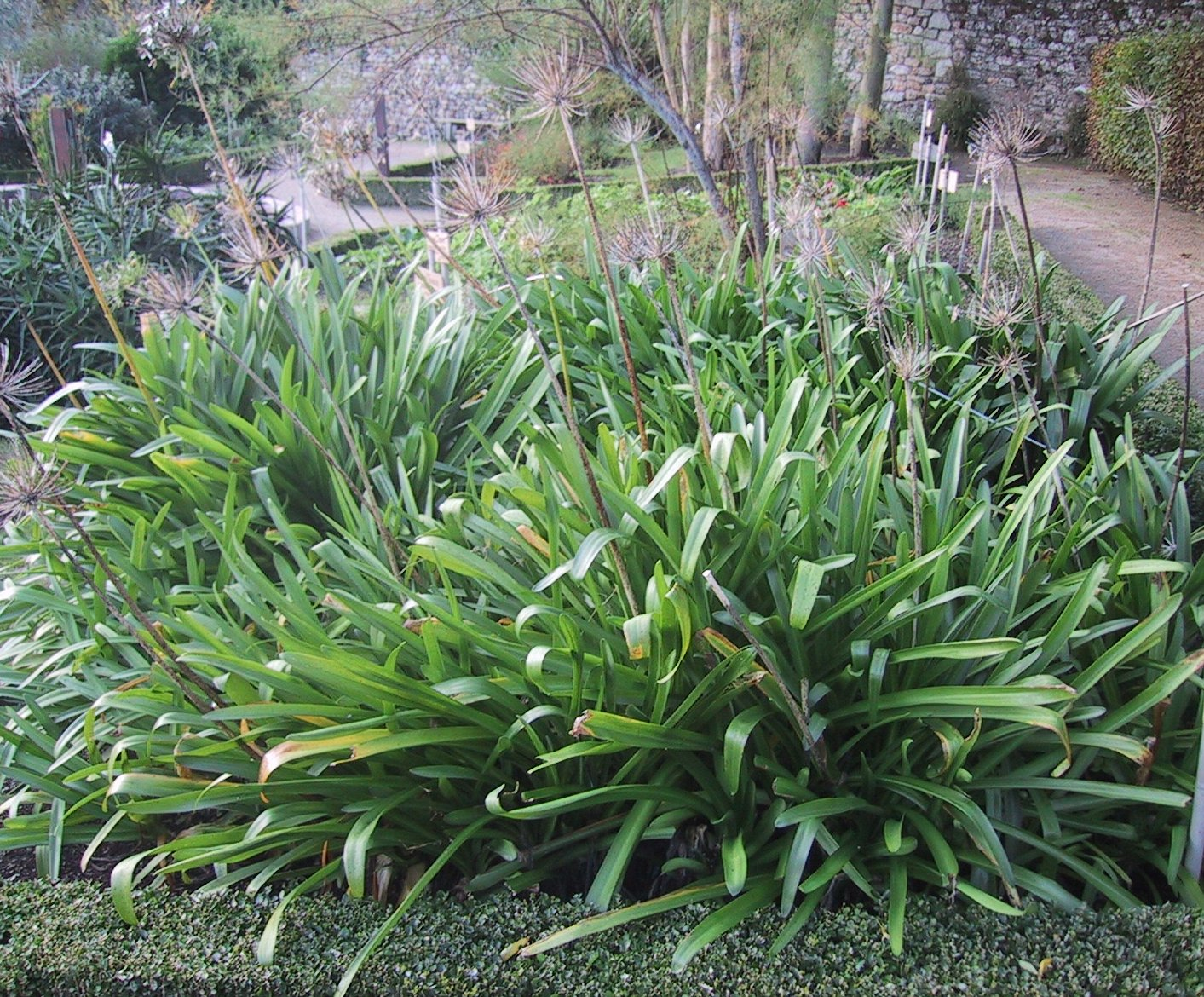
Agapanthus praecox.
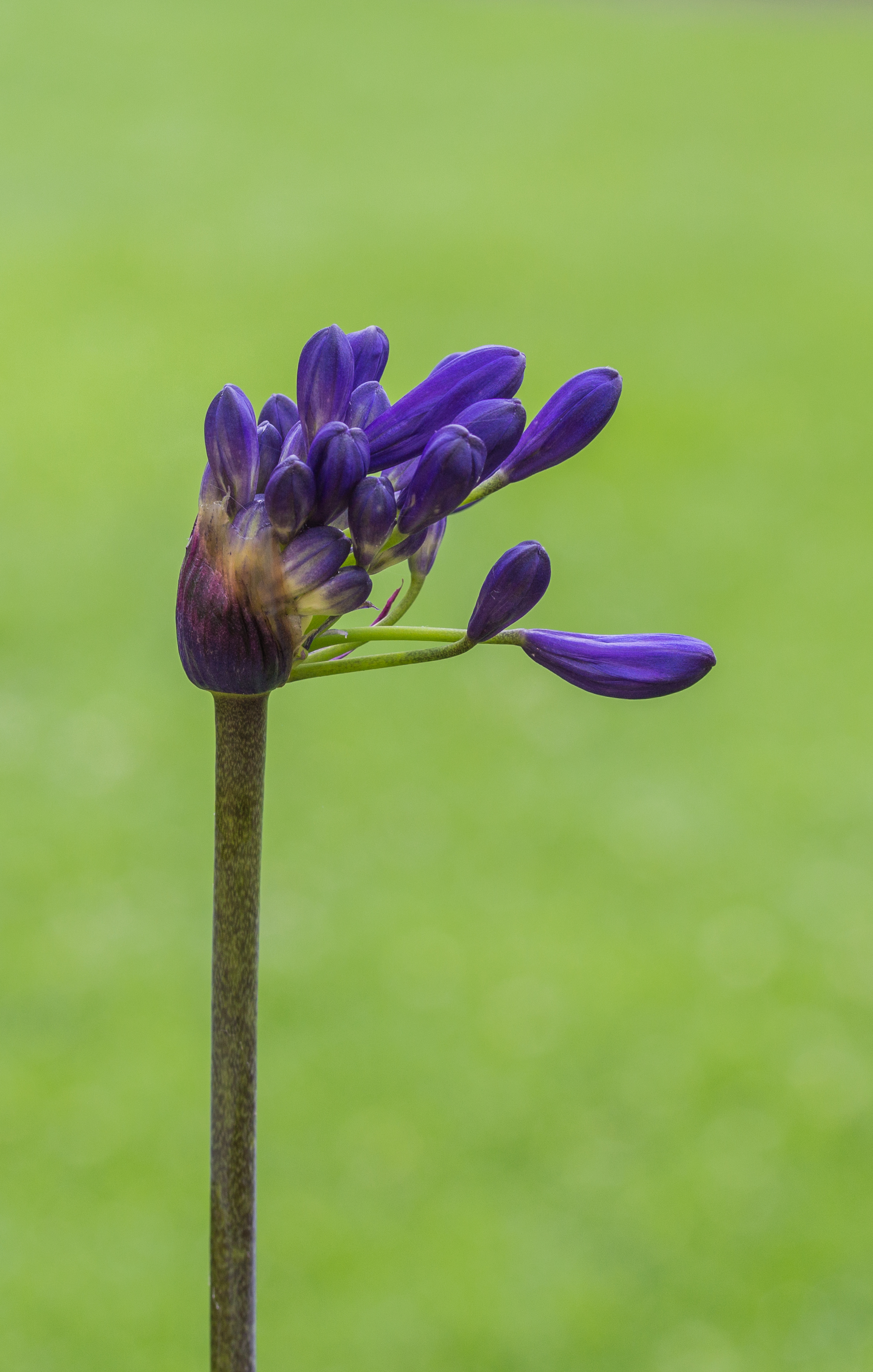
Agapanthus 'Windlebrook', bouton floral.
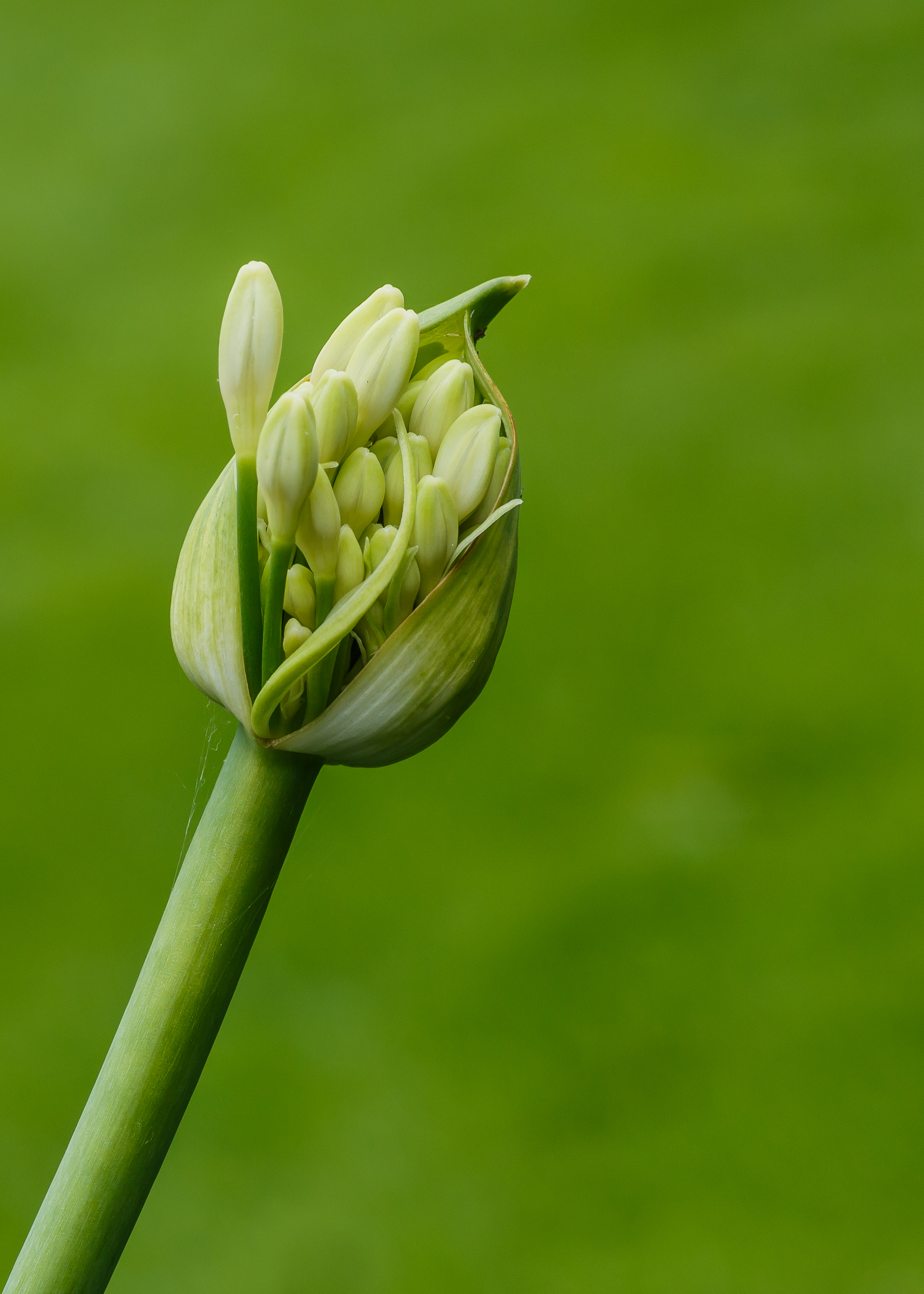
Agapanthus 'White Heaven', bouton floral.
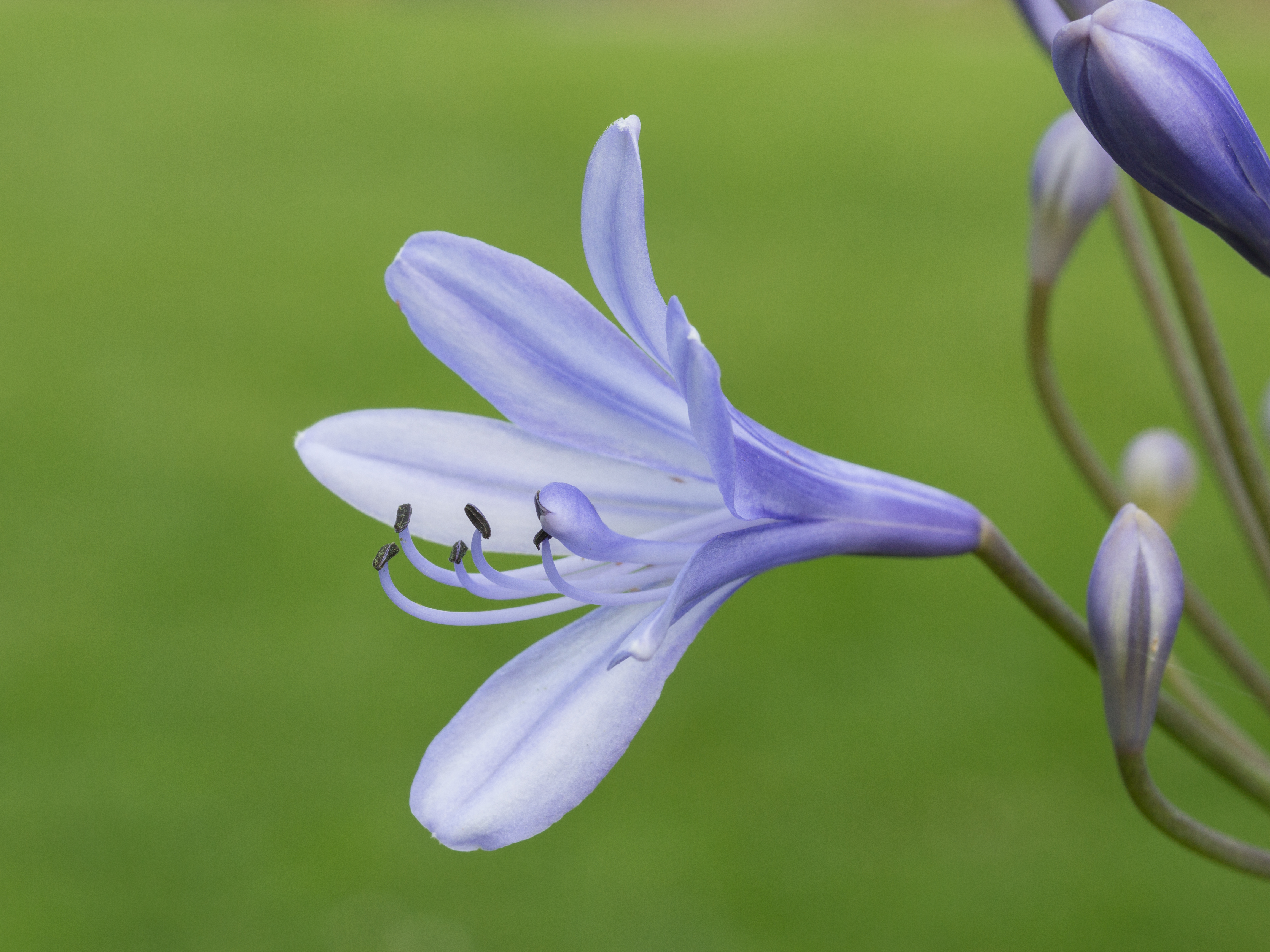
Agapanthus, cultivar.
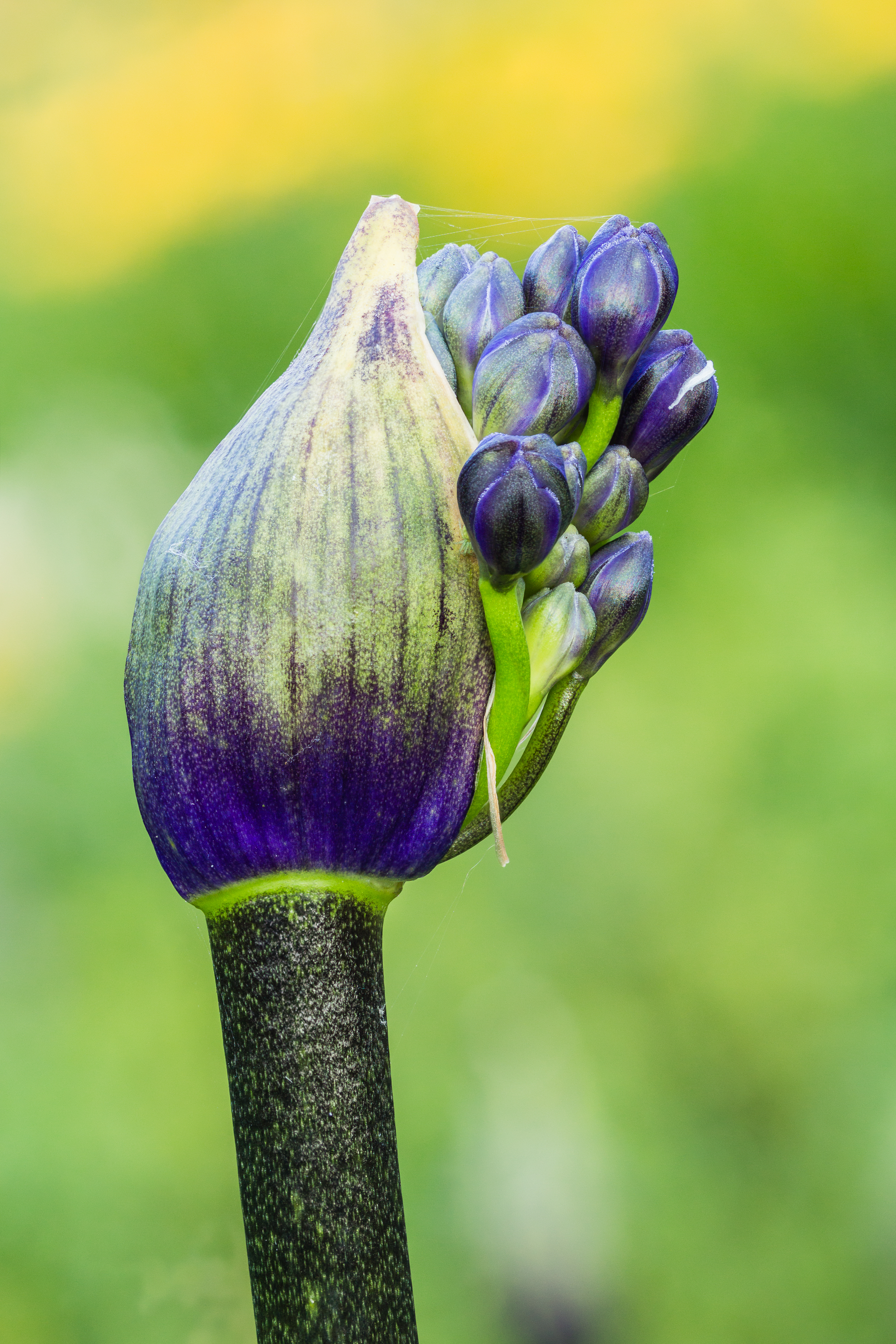
Agapanthus 'senna'.
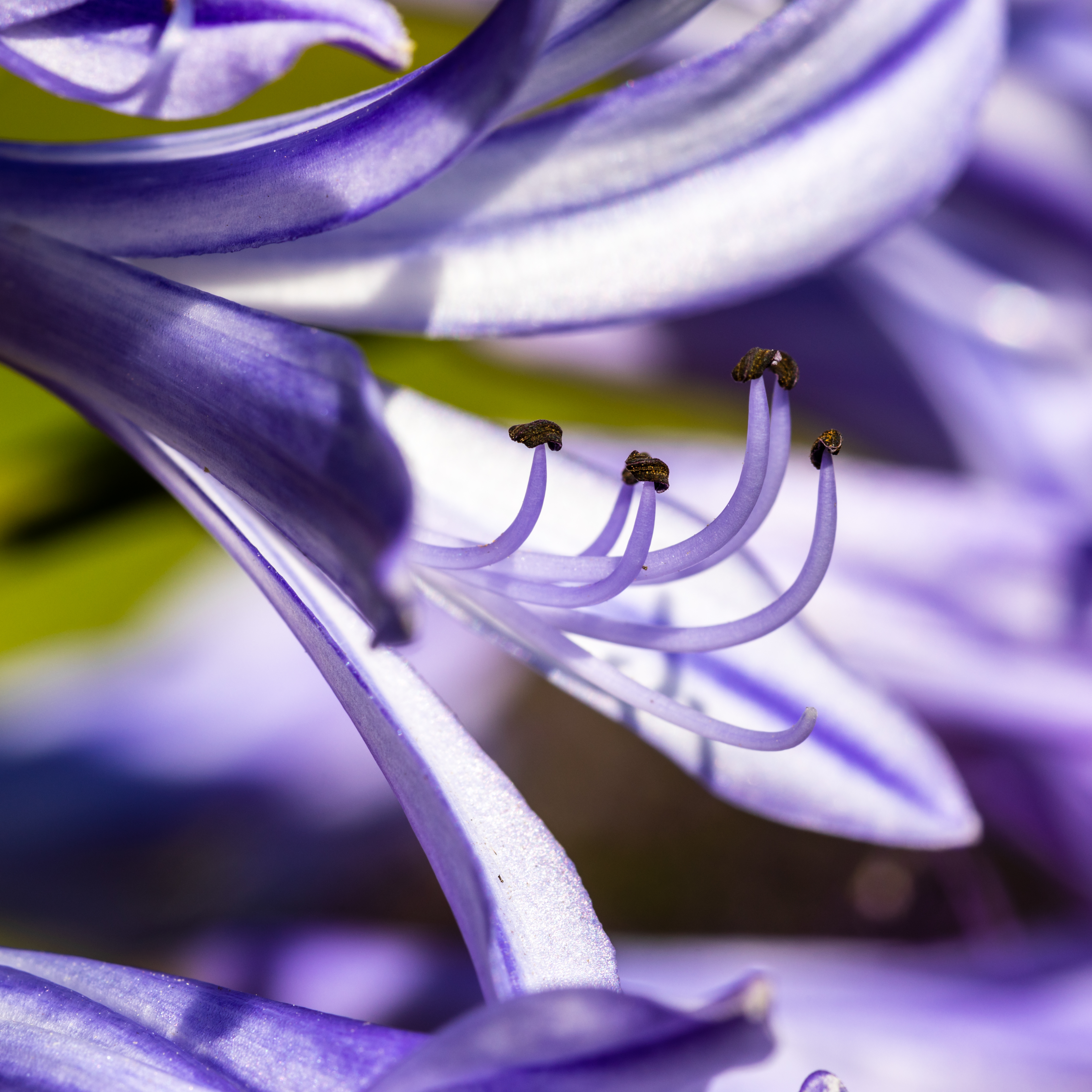
Fleur d'agapanthus de près.
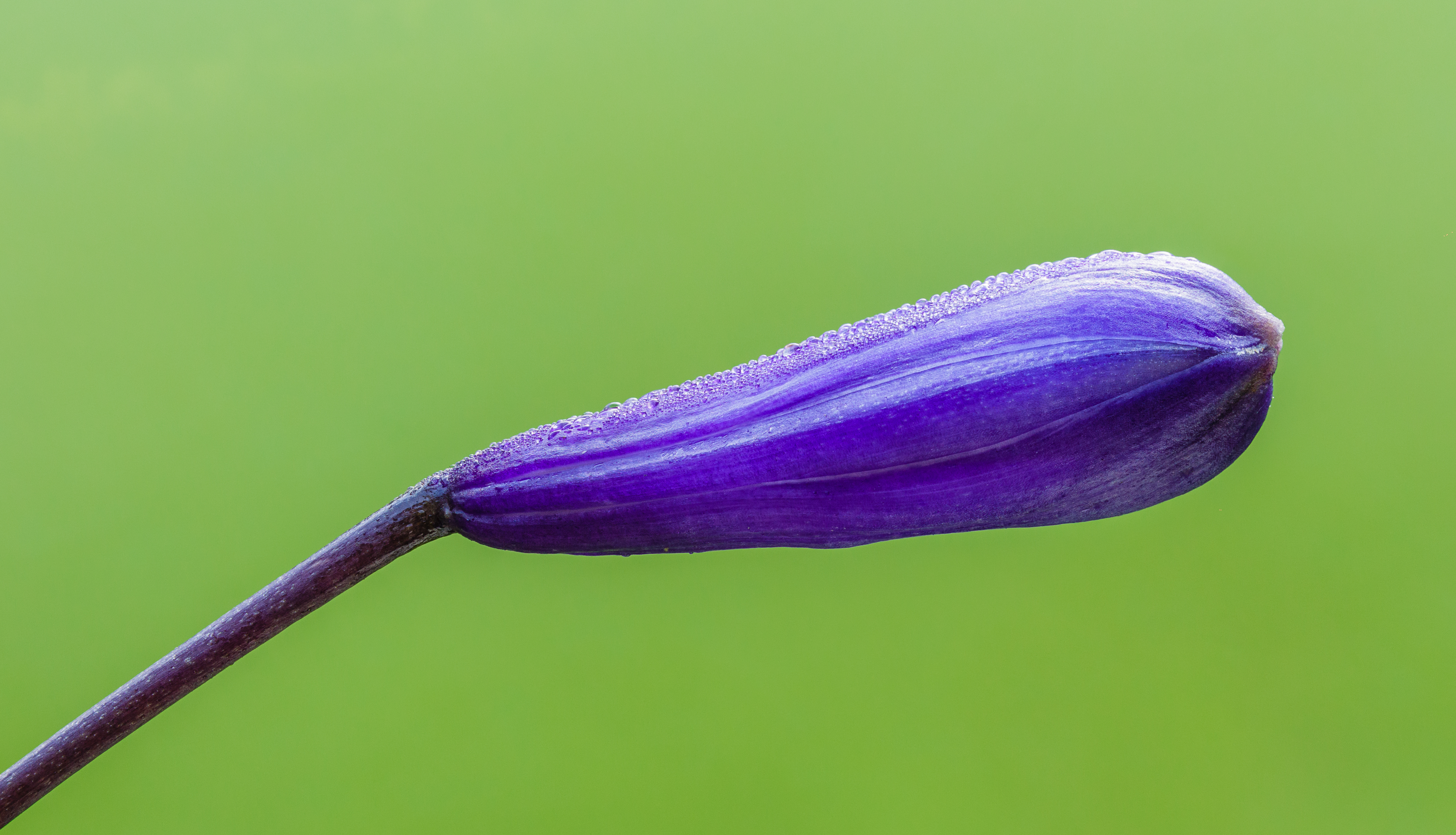
Bouton de fleur d'agapanthus.